# Lantana reticulata
Lantana reticulata är en verbenaväxtart som beskrevs av Christiaan Hendrik Persoon. Lantana reticulata ingår i släktet eldkronor, och familjen verbenaväxter. Inga underarter finns listade i Catalogue of Life.